# Апостольский нунций в Либерии
Апостольский нунций в Республике Либерия — дипломатический представитель Святого Престола в Либерии. Данный дипломатический пост занимает церковно-дипломатический представитель Ватикана в ранге посла. Апостольская нунциатура в Либерии была учреждена на постоянной основе 15 июня 1951 года, в ранге апостольской интернунциатуры. Её резиденция находится в Монровии.
В настоящее время Апостольским нунцием в Либерии является архиепископ Вальтер Эрби, назначенный Папой Франциском 16 июля 2022 года.

## История
Апостольская делегатура в Либерии была учреждена в 1929 году, а 15 июля 1951 года возведена в ранг апостольской интернунциатуры. 
Апостольская нунциатура в Либерии  была учреждена 7 марта 1966 года, бреве «Quae Publica» папы римского Павла VI. 26 декабря 1970 года, согласно бреве «Christi amor » Папы Павла VI, юрисдикция над территорией Гамбии и Сьерра-Леоне была выведена из компетенции апостольской делегатуры Центральной и Западной Африки и передана апостольской нунциатуре в Либерии. Резиденцией апостольского нунция в Либерии является Монровия — столица Либерии. Апостольский нунций в Либерии, по совместительству, исполняет функции апостольского нунция в Гамбии и Сьерра-Леоне.

## Апостольские нунции в Либерии

### Апостольские интернунции
- Джон Коллинз, S.M.A., титулярный архиепископ Талы — (12 июля 1951 — 3 марта 1960, до смерти);
- Фрэнсис Кэрролл, S.M.A., титулярный епископ Созополя Эмимонтского, с 1964 года титулярный архиепископ Габулы — (9 ноября 1961 — 7 марта 1966 — назначен апостольским про-нунцием).

### Апостольские про-нунции
- Фрэнсис Кэрролл, S.M.A., титулярный архиепископ Габулы — (7 марта 1966 — 25 августа 1979, в отставке);
- Йоханнес Диба, титулярный архиепископ Неаполи ди Проконсоларе — (25 августа 1979 — 1 июня 1983 — назначен архиепископом-епископом Фульды);
- Ромео Панчироли, M.C.C.I., титулярный архиепископ Нобы — (6 ноября 1984 — 18 марта 1992 — назначен апостольским про-нунцием в Иране);
- Луиджи Травальино, титулярный архиепископ Леттере — (4 апреля 1992 — 2 мая 1995 — назначен апостольским нунцием в Никарагуа).

### Апостольские нунции
- Антонио Лучибелло, титулярный архиепископ Фурио — (8 сентября 1995 — 27 июля 1999 — назначен апостольским нунцием в Парагвае);
- Альберто Боттари де Кастелло, титулярный архиепископ Форатианы — (18 декабря 1999 — 1 апреля 2005 — назначен апостольским нунцием в Японии);
- Георг Антонисами, титулярный архиепископ Сульци — (4 августа 2005 — 21 ноября 2012 — назначен архиепископом Мадраса и Мелапора);
- Мирослав Адамчик, титулярный архиепископ Отриколи — (22 февраля 2013 — 12 августа 2017 — назначен апостольским нунцием в Панаме);
- Дагоберто Кампос Салас, титулярный архиепископ Форонтонианы — (28 июля 2018 — 14 мая 2022 — назначен апостольским нунцием в Панаме);
- Вальтер Эрби, титулярный архиепископ Непи — (16 июля 2022 — по настоящее время).